# 多巴哥岛
多巴哥岛（英語：Tobago Island），台湾譯作托巴哥島，是特立尼达和多巴哥两主岛中较小者，因出产烟草而得名:1251。该岛位于加勒比海西南部，格林纳达东南，特立尼达岛西北，面积约300平方公里，人口54,084人（2000年），首府和最大城市为斯卡伯勒。该岛由多巴哥议会管理。

## 历史

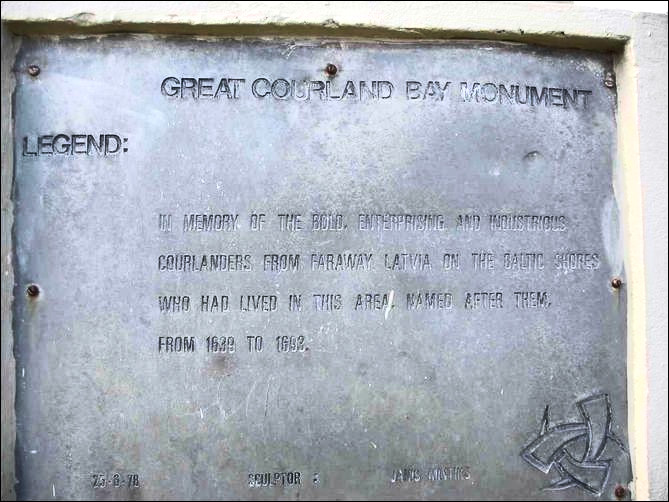
多巴哥的大库尔兰湾纪念碑纪念美洲的库尔兰殖民。

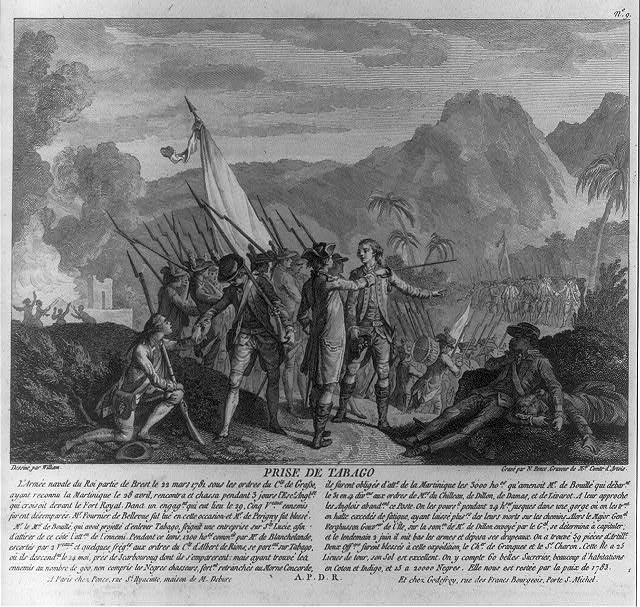
1781年法国对多巴哥岛的进攻。

克里斯托弗·哥伦布第一次见到多巴哥是在1498年8月14日。随后，几个国家为占领该岛而斗争。
最初的加勒比人不得不保卫该岛，以对抗其他美洲部落。在接下来的世纪中，当地人坚持抵抗，使得在1650年前，欧洲各国都没有能在岛上建立殖民地。1637至1690年间，库尔兰人反复地在尝试该岛上殖民。在随后的几年里，库尔兰公国、荷兰、英国、法国、西班牙和瑞典对多巴哥岛的反复争夺，使其成为殖民的焦点。导致该岛在《巴黎公约》签署前已易手33次，是加勒比历史上最多的。1814年，它最终归属于英国。1662年，荷兰兄弟阿德里安和科尼利厄斯·兰普辛被授予多巴哥男爵的头衔，直到1666年英国占领了该岛。阿德里安于1673年短暂地夺回了多巴哥，但在战斗中英军在托比亚斯爵士的统治下再次控制了多巴哥。
大约从1672年开始，在1672-1674年的英国临时统治期间，多巴哥经历了一段稳定时期，在这段时期里，种植园文化开始兴起，糖、棉花和靛蓝工厂应运而生，非洲人被英国人进口做奴隶。经济繁荣。1763年，法国放弃了该岛，到1777年，多巴哥出口了大量的棉花、靛蓝、朗姆酒和糖。但在1781年，法国再次入侵多巴哥，摧毁了种植园，迫使英国总督投降。该岛繁荣的经济陷入衰退。
1814年，当该岛再次受到英国的控制时，另一个成功制糖的阶段开始了。但1847年的一场严重的飓风，加上种植园承保人的垮台，1834年奴隶制的结束，以及与其他欧洲国家的制糖竞争，结束了短暂繁荣的糖贸易。1889年，该岛成为特立尼达的一个下辖地区。没有糖，岛民不得不种植其他作物，种植几英亩的酸橙、椰子和可可，并将其产品出口到特立尼达。1963年，飓风弗洛拉肆虐多巴哥，摧毁了村庄和农作物。政府随后实施了一项重建计划，试图使经济多样化。旅游业的发展开始了。
1962年，特立尼达和多巴哥从英国独立出来，1976年成为一个共和国。

## 人口统计
2011年人口普查的人口为60874人。首都斯卡伯勒人口17537。虽然特立尼达是多民族的，但多巴哥的人口主要是非洲后裔，尽管东印度和欧洲的特立尼达人比例在不断增加。2000年至2011年间，多巴哥人口增长了12.55%，成为特立尼达和多巴哥增长最快的地区之一。